# Parafia św. Józefa Oblubieńca Najświętszej Maryi Panny w Zielonej Górze
Parafia pw. św. Józefa Oblubieńca Najświętszej Maryi Panny w Zielonej Górze – rzymskokatolicka parafia należąca do dekanatu Zielona Góra – Ducha Świętego, diecezji zielonogórsko-gorzowskiej, metropolii szczecińsko-kamieńskiej. Erygowana w 1994 roku przez ówczesnego biskupa Adama Dyczkowskiego.

## Historia
Parafia pw. św. Józefa Oblubieńca w Zielonej Górze powstała wskutek podziału zielonogórskich parafii. W 1993 roku z polecenia biskupa Józefa Michalika na osiedlu Zacisze w Zielonej Górze zaczęto formować nowy ośrodek duszpasterski. Do tego zadania wyznaczono ks. Leszka Kazimierczaka.
19 marca 1994, w dzień wspomnienia św. Józefa, nowy biskup Adam Dyczkowski erygował parafię. Należący do niej kościół znalazł swoją siedzibę w dawnym hangarze lotniczym – z uwagi na to, jego konstrukcja jest prosta architektonicznie.
W 1998 roku zakończono wykańczanie budynku kościoła oraz wybudowano dzwonnicę.
29 kwietnia 2009 roku, przy parafii zostało otwarte hospicjum wraz z Domem Seniora im. św. Jana Pawła II.

## Miejsca kultu
- Kościół pw. św. Józefa Oblubieńca w Zielonej Górze – kościół parafialny
- Kaplica w hospicjum w Zielonej Górze

## Zabudowania przykościelne
Budynek kościoła parafialnego jest otoczony przez kompleks zabudowań, w skład którego wchodzą m.in.: plebania, kawiarnia „Pod Aniołami”, „Dom Seniora – Hospicjum”, dzwonnica oraz znajdująca się po przeciwnej stronie jezdni Stajnia św. Józefa (utworzona w 2001 roku). Oprócz tego w budynku hospicjum znajduje się świetlica opiekuńczo-wychowawcza, do której uczęszczają dzieci z pobliskich osiedli.
Do parafii należy Stajnia Józefa powstała w 2001 roku oferująca m.in.: zajęcia hipoterapeutyczne, naukę jazdy konnej, organizację imprez oraz naukę jazdy konnej. Na jej terenie znajdują się dwa wybiegi.

## Działalność społeczna i duszpasterska
Przy parafii działają różne grupy modlitewne i duszpasterskie, m.in. duszpasterstwo akademickie „Stodoła”, „Caritas", co rok też w trasę wyrusza grupa pielgrzymkowa. W granicach parafii mieszka około 6100 wiernych.
Przy parafii organizowane są różnorakie imprezy, zawody i koncerty. W kościele odbył się m.in. koncert zespołu wokalnego Vox Humana z peruwiańskim zespołem Leyenda (14 maja 2007) oraz recital Piękny jest Bóg (8 czerwca 2013). Co roku przy współpracy z UZ organizowana jest także adresowana do dzieci i ich opiekunów rodzinna majówka.
29 kwietnia 2009 roku, po trwającej 22 miesiące budowie, przy parafii zostało otwarte drugie w Zielonej Górze hospicjum wraz z Domem Seniora im. św. Jana Pawła II, zarządzane przez przyparafialny Ośrodek Integracji Społecznej będący Organizacją Pożytku Publicznego. Całkowity koszt realizacji tego projektu wyniósł 3 miliony złotych, jest on wspierany przez ofiarność parafian. W hospicjum może zamieszkać 12 chorych, natomiast dom seniora może przyjąć 18 pensjonariuszy.
W listopadzie 2012 roku parafię odwiedził o. Franciszek Filipiec z animacją misyjną, przybliżając wiernym prace misjonarzy i sztukę afrykańską.

## Zasięg parafii
Na terenie parafii mieści się Szkoła Podstawowa nr 18 im. Arkadego Fiedlera w Zielonej Górze oraz Campus „B” Uniwersytetu Zielonogórskiego.

### Osiedla i ulice
W granicach parafii znajdują się:
| Nazwa osiedla | ulice |
| ------------- | --- |
| os. Cegielnia | Ceramiczna, Fajansowa, Hoffmana, Kamionkowa, Keramzytowa, Klinkierowa, Porcelanowa |
| os. Leśne     | Cisowa, Cyprysowa, Grabowa, Modrzewiowa, Jesionowa, Świerkowa |
| os. Malarzy   | Braci Gierymskich, Chełmońskiego, Kossaka, Malczewskiego, Michałowskiego, Wyczółkowskiego |
| os. Przyjaźni | Budziszyńska, Francuska (nr 2 – 10) |
| os. Zacisze   | Agrestowa, Ananasowa, Bananowa, Cytrynowa, Działkowa, Dworkowa, Figowa, Foluszowa, Kokosowa, Kręta, Leśna, Mała, Magnacka, Migdałowa, Olchowa, Prosta, Porzeczkowa, Różana, Szlachecka, Wrzosowa, Zacisze, Zaściankowa |
| -----         | al. Wojska Polskiego od skrzyżowania z ul. Wyszyńskiego |

## Proboszczowie
- ks. kan. Leszek Kazimierczak (1994 – 31 lipca 2022)
- ks. Grzegorz Słapek (od 1 sierpnia 2022)[19]